# 特別行動指揮部

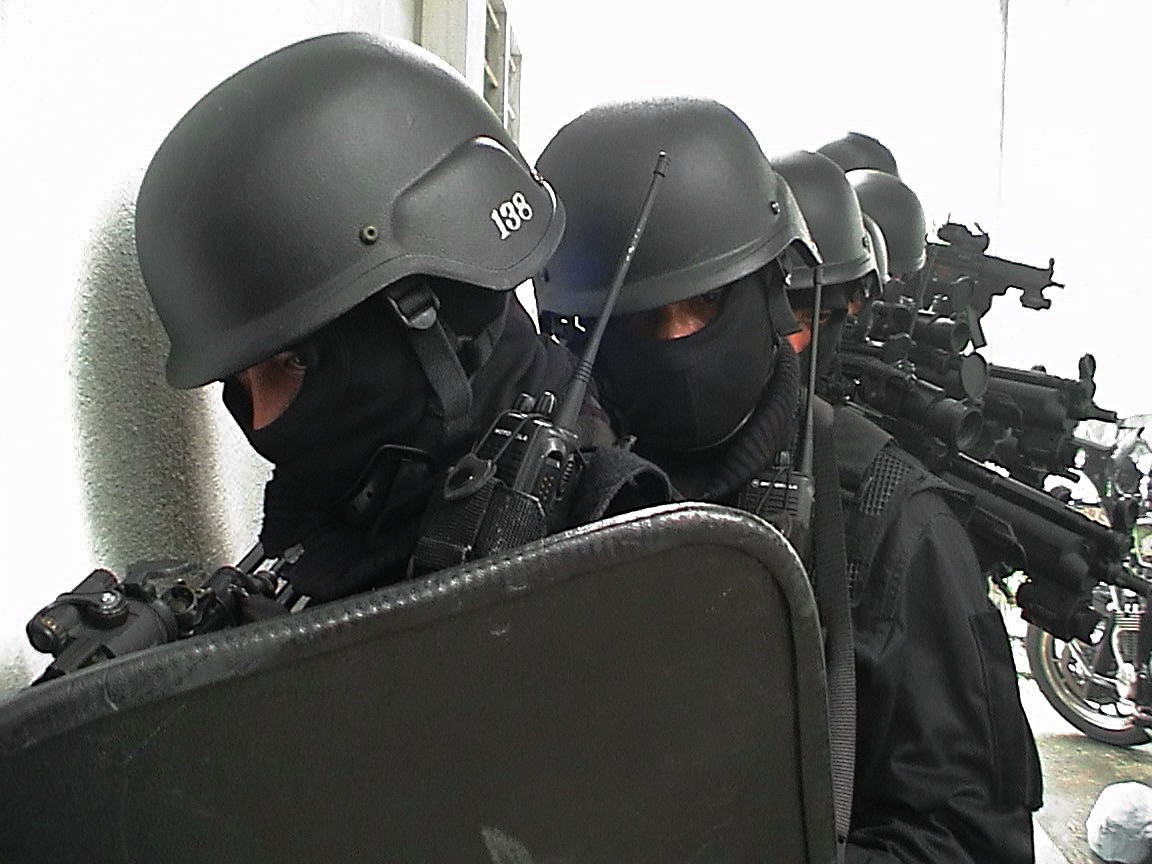
進行室內近身作戰演習的特別行動指揮部隊員。

特別行動指揮部（馬來文：Pasukan Gerakan Khas，縮寫：PGK；英文：Special Operations Command）是一支處理重型犯罪與反恐的马来西亚皇家警察特種警察部隊。

## 历史
1997年10月20日，马来西亚皇家警察重组了他们的特种作战部队，将VAT 69和UTK合并为一个名为Pasukan Gerakan Khas（PGK；“特别行动指挥部 — SOCOM”），由时任首相马哈迪和时任全国总警长丹斯里拉欣诺发起。
尽管合并为一个部门，但它们本质上仍然是两个独立的部队，在两个不同的操作环境中运行。

## 功能
特别行动指挥部的角色被认为包括：
- 深度侦察任务和战争中的情报收集。
- 支援马来西亚皇家警察政治部打击颠覆组织或恐怖活动的特殊行动。
- 与武装部队一起在马来西亚境内开展反恐行动。
- 处理马来西亚境内武装罪犯的执法行动。
- 马来西亚境外的反恐行动，包括东帝汶的机敏行动。
- 马来西亚境内或境外的搜救行动，例如2004年印度洋地震和印度尼西亚亚齐海啸后的援助行动。
- 保护马来西亚高级政要、部长和贵宾。
- 协助其他马来西亚皇家警察特种部队等效单位（例如水警突击队和Tiger platoon）进行训练和战术。

## 組織
特別行動指揮部具有著名的的两个分支：
- VAT 69（Very Able Trooper-69；Komando 69）
- 特別行動組（馬來文：Unit Tindakan Khas；UTK）

## 责任范围
| 特别行动组 | 69特种部队 |
| ---------- | ---------- |
| 柔佛       | 彭亨       |
| 吉隆坡     | 槟城       |
| 马六甲     | 霹雳       |
| 森美兰     | 玻璃市     |
| 布城       | 吉打       |
| 雪兰莪     | 吉兰丹     |
|            | 登嘉楼     |

## 武器

### 手槍
- 奥地利：格洛克17
- 奥地利：格洛克18
- 奥地利：格洛克26
- 奥地利：格洛克34
- 美国：M1911A1
- 德国：HK USP手槍
- 美国：STI 5.0戰術型手槍

### 衝鋒槍
- 德国：HK MP5衝鋒槍
- 德国：HK MP7A1
- 德国：HK UMP衝鋒槍

### 突擊步槍
- 奥地利：斯泰爾AUG突擊步槍
- 比利时：FN SCAR-H
- 德国：HK416突擊步槍
- 德国：HK G36C
- 菲律賓：特種作戰突擊步槍
- 美国/ 马来西亚：M4卡賓槍

### 狙擊步槍
- 英国：精密國際AW狙擊步槍
- 德国：HK PSG1狙擊步槍
- 美国：巴雷特M82狙擊步槍
- 美国：雷明登700步槍

### 霰彈槍
- 義大利：Franchi SPAS-12
- 義大利：伯奈利M3 Super 90霰彈槍
- 美国：雷明登870泵動式霰彈槍
- 美国：雷明登1100半自動霰彈槍

### 榴彈發射器
- 美国：M79榴彈發射器
- 美国：M203榴彈發射器

#### 機槍
- 比利时：FN Minimi輕機槍
- 美国：M60通用機槍

## 裝備
- 胡椒噴霧
- 警棍：T字型
- 束線帶
- 手銬
- 電擊棒
- 格洛克刺刀
- 閃光彈
- 煙霧彈
- 急救包
- 防毒面具
- 防彈衣

## 相關參見
- 特別任務連
- 海军特种作战部队